# Ischyja hageni
Ischyja hageni är en fjärilsart som beskrevs av Pieter Cornelius Tobias Snellen 1885. Ischyja hageni ingår i släktet Ischyja och familjen nattflyn. Inga underarter finns listade i Catalogue of Life.